# Бодюх Олексій Омелянович
Олексій Омелянович Бодюх (нар. 31 жовтня 1919, село Маціївка Полтавської губернії, тепер Прилуцького району Чернігівської області — 7 серпня 1960, місто Чернівці) — український радянський і компартійний діяч, депутат Верховної Ради УРСР 5-го скликання. Член Ревізійної Комісії КПУ в лютому — серпні 1960 року.

## Біографія
У 1935—1937 роках — слухач робітничого факультету при Київському інженерно-економічному інституті. У вересні 1937 — грудні 1939 р. — студент Глухівського сільськогосподарського інституту.
У грудні 1939 року добровольцем пішов у лави Червоної армії, воював на фінському фронті. У квітні 1940 — серпні 1941 р. — знову студент Глухівського сільськогосподарського інституту.
У серпні — грудні 1941 р. — курсант Лепельського артилерійського мінометного училища. У грудні 1941 — серпні 1946 р. — служив у Червоній армії, був командиром мінометної батареї. Учасник німецько-радянської війни.
Член ВКП(б) з 1942 року.
У жовтні 1946 — липні 1947 р. — студент Ворошиловградського сільськогосподарського інституту. У липні 1947 — лютому 1948 р. — завідувач дільниці навчально-дослідницького господарства Ворошиловградського сільськогосподарського інституту.
У лютому 1948 — вересні 1951 р. — інструктор сільськогосподарського відділу Ворошиловградського обласного комітету КП(б)У; секретар Станично-Луганського районного комітету КП(б)У Ворошиловградської області.
У вересні 1951 — грудні 1953 р. — інструктор сільськогосподарського відділу ЦК КП(б)У.
20 грудня 1953 — 6 серпня 1954 р. — 1-й секретар Сторожинецького районного комітету КПУ Чернівецької області.
8 серпня 1954 — 26 жовтня 1956 р. — секретар Чернівецького обласного комітету КПУ з питань сільського господарства.
3 липня 1956 — 7 серпня 1960 р. — голова виконавчого комітету Чернівецької обласної Ради депутатів трудящих.

## Звання
- старший лейтенант

## Нагороди
- орден Леніна (26.02.1958)
- орден Вітчизняної війни 1-го ст.(.05.1945)
- орден Вітчизняної війни 2-го ст. (.03.1945)
- орден Червоної Зірки (.09.1944)
- Велика золота медаль ВДНГ СРСР (13.05.1958)
- медалі